# Cotorra pitbruna
La cotorra pitbruna (Pyrrhura calliptera) és una espècie d'ocell de la família dels psitàcids que habita la selva humida de l'est de Colòmbia.